# Straßensystem in Dänemark
Das Straßensystem in Dänemark ist unterteilt in:
- Autobahnen (Motorvejen)
- Nationalstraßen (Primærrute)
- Landstraßen (Sekundærrute)

## Autobahnen
Die Autobahnen in Dänemark werden nach den Europastraßen gekennzeichnet. Die Länge aller Autobahnen in Dänemark beträgt 929 km (Stand: 2. Mai 2021).

## Nationalstraßen (Primærrute)
Die Nationalstraßen in Dänemark (Primærrute) werden als Verbindungen zwischen den Autobahnen und den Städten verwendet. Da die Autobahnen nur einen kleinen Teil von Dänemark abdecken, werden in den restlichen Teilen die Nationalstraßen verwendet. Die Farbe der Schilder der Nationalstraßen ist gelb.

## Landstraßen (Sekundærrute)
Die Landstraßen (Sekundærrute) in Dänemark werden als kleine Verbindungsachsen zwischen den Nationalstraßen verwendet. Die Landstraßen sind meistens einspurig ausgebaut. Die Farbe der Schilder der Landstraßen ist weiß.